# Protosticta gracilis
Protosticta gracilis är en trollsländeart som beskrevs av Kirby 1889. Protosticta gracilis ingår i släktet Protosticta och familjen Platystictidae. IUCN kategoriserar arten globalt som akut hotad. Inga underarter finns listade i Catalogue of Life.